# Arthur Linker

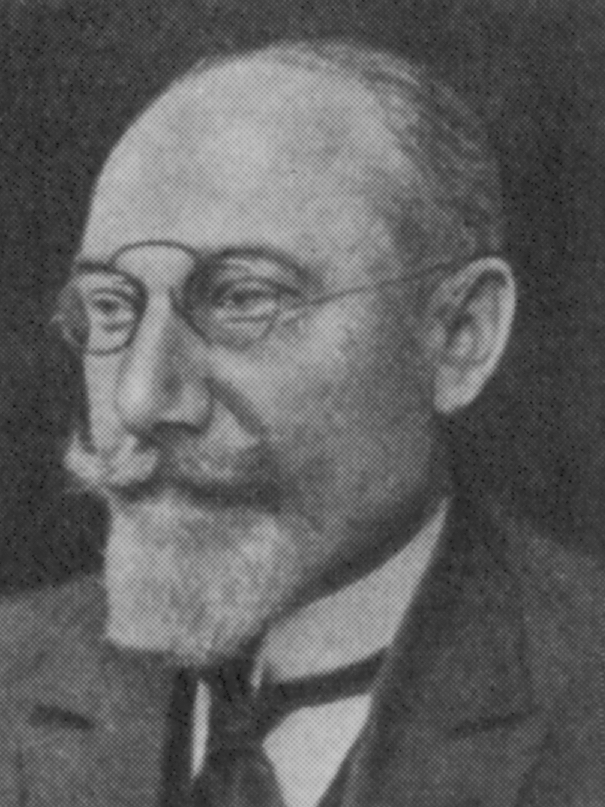
Arthur Linker

Paul Benjamin Arthur Linker (* 27. Juni 1874 in Bialla, Landkreis Johannisburg, Ostpreußen; † 5. Juli 1949 in Hannover, Niedersachsen) war ein deutscher Ingenieur und Hochschullehrer.

## Leben
In den Jahren 1899–1900 war Linker Ingenieur bei der AG Volta in Reval (Estland), wechselte aber im Jahr 1900 als Leiter des Technikums Elektra nach Berlin, wo er bis 1904 blieb. 1906 war er Assistent am Elektrotechnischen Institut der Technischen Hochschule Karlsruhe.
Im selben Jahr (1906) machte er in Karlsruhe sein Diplom zum Dipl.-Ing., 1907 wurde er zum Dr.-Ing. promoviert und war in den Jahren 1906 bis 1923 Lehrer an den Maschinenbauschulen in Kiel und Hagen. Von 1915 bis 1918 nahm er am Ersten Weltkrieg als aktiver Heeressoldat teil.
Im Jahr 1920 wurde Linker Chefelektriker der Folke Hain AB in Malmö (Südschweden), kehrte aber 1921 wieder nach Deutschland zurück und war von 1921 bis 1924 Assistent am Elektrotechnischen Institut der Technischen Hochschule Hannover. Gleichzeitig lehrte er ab 1921 an seiner Hochschule als Privatdozent, erhielt dann aber von 1929 bis 1939 einen offiziellen Lehrauftrag für Elektrotechnik. Seit 1930 arbeitete Linker außerdem als beratender Patentingenieur. Er trat bereits zum 1. September 1932 in die NSDAP ein (Mitgliedsnummer 1.284.578).